# シャーロットのおくりもの ウィルバーの大ぼうけん
『シャーロットのおくりもの ウィルバーの大ぼうけん』（Charlotte's Web 2: Wilbur's Great Adventure）は、2003年に公開したアメリカのパラマウント映画が製作したアニメーション映画。1973年に公開された『シャーロットのおくりもの』の続編である。

## キャスト
- シャーロット：ジュリア・ダフィ（日本語吹き替え：野沢由香里）
- ウィルバー：デヴィッド・ベロン（日本語吹き替え：関俊彦）
- テンプルトン：チャーリー・アドラー（日本語吹き替え：中尾隆聖）
- ラーヴィー：チャーリー・アドラー
- ネリー：アマンダ・バインズ（日本語吹き替え：冬馬由美）
- ジョイ：アンディ・マカフィー
- アラネア：マリア・バムフォード
- カーディガン：ハリソン・チャド（日本語吹き替え：上村祐翔）
- ファーレイ：ロブ・ポールセン
- ファーン：デビ・デリーベリー
- グウェン：ラレイン・ニューマン
- ベッシー：ドーン・ルイス